# Funktionstheorie
Die Funktionstheorie ist Teilgebiet der Musiktheorie und gehört zur Harmonielehre. Sie beschreibt die Verhältnisse und Spannungen zwischen den Akkorden in Dur-Moll-tonaler Musik. Hugo Riemann erarbeitete sie 1893. Sie wurde vor allem durch Wilhelm Maler und Diether de la Motte ausgearbeitet und erweitert.

## Nutzen
Die Funktionstheorie dient der Musikanalyse. Harmonische Abläufe können auf ihrer Grundlage bestimmt und beschrieben werden. Sie setzt dabei die Hörerwartung bestimmter Abfolgen von Harmonien voraus, zum Beispiel Kadenzen und Sequenzen. Mit ihrer Hilfe kann auch die Gliederung längerer Musikstücke betrachtet werden.
Die Funktionstheorie lässt sich vor allem auf die Harmonik der Musik des Barock, der Klassik und des Großteils der Romantik, aber nur auf kleinere Teile der Musik der Moderne anwenden. Auch viele harmonische Beziehungen innerhalb der Jazz- und Popmusik lassen sich mit der Funktionstheorie erfassen. In der Jazztheorie herrscht allerdings die Analyse nach der Stufentheorie und der Akkordskalentheorie vor. In der populären Musikliteratur werden einzelne Begriffe der Funktionstheorie und Stufentheorie oft synonym verwendet.
Beide Systeme sind legitime und meist einfach nachvollziehbare Modelle zur Beschreibung harmonischer Zusammenhänge. Vom Kontext hängt ab, welchem Verfahren der Vorzug gegeben wird. Allerdings ist die Wahl zwischen Stufen- oder Funktionstheorie auch stark ortsabhängig. So wird außerhalb von Deutschland größtenteils ausschließlich mit der Stufentheorie gearbeitet, während hauptsächlich exklusiv in Deutschland auch heute noch häufig die oft kritisierte Funktionstheorie zum Einsatz kommt.

## Die Funktionen

### Hauptfunktionen
In der Funktionstheorie gilt der Dreiklang auf der ersten Stufe einer Tonart, die sich in einem bestimmten Zeitabschnitt manifestiert, als die Tonika (in der Stufentheorie: 1. Stufe) dieses Abschnitts. Zu ihr gesellen sich zwei weitere Hauptfunktionen, und zwar die nächsten quintenreinen Verwandten: die Dominante (Oberquinte, 5. Stufe) und die Subdominante (Quarte bzw. Unterquinte, 4. Stufe). Die Funktionen selbst werden in der Funktionstheorie mit Buchstaben bezeichnet, wobei Dur-Funktionen Großbuchstaben und Moll-Funktionen Kleinbuchstaben erhalten.

### Nebenfunktionen
Dazu kommen die Nebenfunktionen, die im Terzabstand zu den Hauptfunktionen stehen. Zur symbolischen Darstellung der Nebenfunktionen wird den Hauptfunktionen ein Buchstabe angehängt.
Die Nebenfunktionen umfassen mehrere Gruppen:
- die Parallelen im Kleinterzabstand zur Hauptfunktion
Hauptfunktion in Dur: Parallelklang (in Moll) nach unten –Tp–, bzw.
Hauptfunktion in Moll: Parallelklang (in Dur) nach oben –tP–
- die Gegenklänge im Großterzabstand
Hauptfunktion in Dur: Gegenklang (in Moll) nach oben –Tg–, bzw.
Hauptfunktion in Moll: Gegenklang (in Dur) nach unten –tG–
- die Medianten im Groß- oder Kleinterzabstand nach oben oder nach unten, die nicht aus tonleitereigenen Tönen gebildet werden können und durch Verdurung oder Vermollung der Hauptfunktion oder der Nebenfunktion erreicht werden.

Beispiele für Parallelen: Tp in C-Dur ist a-Moll. tP in a-Moll ist C-Dur.

Beispiele für Gegenklänge: Tg in C-Dur ist e-Moll. tG in a-Moll ist F-Dur.

Eine Mediante wäre E-Dur in C-Dur: TG (die Nebenfunktion ist verdurt),
 eine andere es-Moll in c-Moll: tp (Haupt- und Nebenfunktion sind vermollt).
Vermollungen und Verdurungen gibt es auch für jede Hauptfunktion. Sie werden immer durch Groß- oder Kleinschreibung angedeutet (die vermollte Subdominante in einem Dursystem wird beispielsweise mit s statt S bezeichnet).

## Kadenzen, Schlüsse und Modulationen
Die Tonika wird durch Kadenzen gefestigt. Die einfachsten Kadenzen sind D-T (authentischer Schluss) und S-T (plagaler Schluss). Als Grundmodell für Kadenzen wird in der Regel die Vollkadenz T-S-D-T angenommen.
|  |  |

Findet in einer Werkpassage ein Übergang von einer Tonart zu einer anderen durch diatonische, chromatische oder enharmonische Modulation statt, gilt die neue Tonart bei der Analyse solange als unbestätigt, bis eine authentische oder seltener auch plagale Kadenz folgt. Kann ein Akkord nicht nur als Funktion der bisherigen, sondern auch als Hauptfunktion der neuen Tonart begriffen werden, spricht man von Hauptzwischenfunktionen. Zu diesen gehört insbesondere die Zwischendominante, die nur im Fall von diatonischen Modulationen überhaupt möglich wird.

## Zusätze in Form von Zahlen
Alle Symbole können mit Zusätzen in Form von Zahlen und Buchstaben versehen werden.
Hochgestellte Zahlzusätze hinter der Funktionsbezeichnung zeigen Zusatztöne an.
Unter das Funktionssymbol geschriebene Zahlen bezeichnen den Basston des Akkords im intervallischen Verhältnis zum Grundton der jeweiligen Funktion.
Dreiklänge in Grundstellung werden ohne Zusatz geschrieben.
Die häufigsten Zusätze:
- Septakkord auf der Dominante (D7)

Die Dominante von B ist F. Ein Dominantseptakkord auf F ist ein Vierklang mit dem zusätzlichen Ton Es.

Die Dominante von G ist D. Ein Dominantseptakkord auf D ist ein Vierklang mit dem zusätzlichen Ton C.

- Septakkorde existieren in der Grundstellung (zum Dreiklang tritt eine Septime) sowie in drei Umkehrungen: 1. Umkehrung = Quintsextstellung, 2. Umkehrung = Terzquartstellung, 3. Umkehrung = Sekundstellung. Die Benennungen zeigen an, in welchen Intervallen zum untersten Ton des Akkordes die beiden Töne stehen, die die Sekunddissonanz ergeben. Bei der Bezeichnung nach der Funktionstheorie dagegen wird die hochgestellte 7 beibehalten, und man bezeichnet stattdessen den Basston relativ zum Akkordgrundton. So wird für die 1. Umkehrung eine tiefgestellte 3 hinzugefügt, weil in ihr die Terz des Akkordes in Grundstellung im Bass steht, für die 2. Umkehrung eine tiefgestellte 5 (Quinte im Bass), für die 3. Umkehrung eine tiefgestellte 7 (Septime im Bass). Im letzten Fall wird die Septime nur unter dem Funktionssymbol notiert, da daraus bereits hervorgeht, dass es sich um einen Septakkord handelt.

- Die Funktionstheorie kennt die Möglichkeit, dass einem Akkord eine zusätzliche Sexte hinzugefügt wird (sixte ajoutée). Dies wird bezeichnet, indem man 5 und 6 hochstellt. Dieser Akkord wird in der Funktionstheorie normalerweise als Subdominante bewertet. Nach der Stufentheorie handelt es sich um einen Septakkord der II. Stufe in Quintsextstellung.

- Außerdem werden Vorhalte notiert. Die Quarte ersetzt die Terz des Dominantdreiklangs (= Quartvorhalt) und wird anschließend aufgelöst:

- Das folgende Beispiel enthält zwar scheinbar die Funktionalprogression T – T5 – D – T, der zweite Akkord wird jedoch als Quartsextvorhalt zur nachfolgenden, echten Dominante gedeutet, da er auch so aufgelöst wird:

(Dieser Vorhalt wird auch mit DT-D bezeichnet.)
- Bei einem Nonenvorhalt wird dem Grundakkord eine None hinzugefügt, deren Auflösung zur Oktave umgehend folgt:

## Andere Zeichen und Symbole
AlterationenHoch- und Tiefalterationen werden durch die Symbole < und > gekennzeichnet. Eine Dominante mit hochalterierter Quinte etwa erhält das Symbol D5<, in C-Dur: g-h-dis
EllipsenTritt ein erwarteter Klang nicht ein, kann man diesen trotzdem zusätzlich vermerken, um zu bezeichnen, was an dieser Stelle erwartet wurde. Der erwartete Klang wird hierbei in eckige Klammern gesetzt (z. B. [T]).
Bezieht sich ein Klang oder eine Klangfolge in ihrer Funktion auf eine andere Tonika als die zuletzt manifestierte (z. B. auf die zukünftige bei einer Modulation), so stellt man die gesamte Folge ab einem sinnvollen Punkt bis zur Manifestierung der neuen Tonika in runde Klammern.
ZwischenfunktionenWenn vor einen Akkord dessen (meist nicht leitereigene) Dominante tritt, ohne dass eine nennenswerte Modulation (Verlassen der Haupttonart) stattfindet, spricht man von einer Zwischendominante. Sie muss in der Bezeichnung nicht auf die eigentliche Grundtonart bezogen werden, sondern bezieht sich nur auf den ihr folgenden Akkord und hat das in Klammern eingeschlossene Funktionssymbol (D). Ebenso möglich, aber seltener sind Zwischensubdominanten mit dem Funktionssymbol (S).
LigaturenLigaturen werden durch direkt an ein Funktionssymbol anschließende waagerechte Striche kenntlich gemacht und ziehen sich über mehrere Akkorde hin. Mit ihnen wird angezeigt, dass die beschriebene Funktion auch trotz eventueller fremder Töne über die Dauer der Ligatur (Bindung) als unverändert aufgefasst wird. Üblich ist dies z. B. bei Durchgängen. Über Ligaturen können ebenfalls Funktionssymbole stehen, die sich dann auf diejenige Funktion beziehen, bei der die Ligatur angesetzt hat.
DoppelfunktionenDoppelfunktionen werden durch zwei ineinander verschränkte Funktionssymbole bezeichnet. Beispielsweise bezeichnet DD die Dominante der Dominante (Doppeldominante), SS die Subdominante der Subdominante (Doppelsubdominante).
DurchstreichungenDurchstreichungen des Akkordsymbols, die nur bei Septakkorden eingesetzt werden, zeigen an, dass der Klang verkürzt ist, das heißt, ihm fehlt der Grundton. Hierdurch entsteht bei der Dominante ein verminderter Akkord, der in der Stufentheorie als Dreiklang auf der 7. Stufe gedeutet wird.
Spezielle AkkordeEinige geläufigere Akkorde wie der neapolitanische Sextakkord, der verselbständigte neapolitanische Sextakkord, oder der verminderte Septakkord erhalten hochgestellte kleine Buchstaben:
sn: Der neapolitanische Sextakkord (auch kurz Neapolitaner) wird entweder von der ersten Umkehrung des Dur-Akkordes auf der tiefalterierten zweiten Skalenstufe oder alternativ von der Moll-Subdominante mit kleiner, skalenfremder Sexte (also quasi s6>) abgeleitet. Beispiel für C-Dur: f-as-des.
SN: Der verselbständigte neapolitanische Sextakkord (auch kurz verselbständigter Neapolitaner) ist ein quasi in Grundstellung, also entgegen dem Namen nicht in Sextakkordstellung auftretender neapolitanischer Sextakkord. Beispiel für C-Dur: des-f-as.
Dv: Tritt der verminderte Septakkord (in C-dur: h-d-f-as) dominantisch in Erscheinung, wird er als verkürzter Dominantseptnonakkord gedeutet, dessen Funktionsbezeichnung eigentlich {\displaystyle {\cancel {D}}^{\begin{smallmatrix}9&>\\7&~\end{smallmatrix}}}, ein durchgestrichenes D mit hochgestellter 7 und 9>, wäre. Als vereinfachte Schreibweise verwendet man häufig Dv. Ist sein Auftreten dagegen eher subdominantisch, betrachtet die Funktionslehre ihn als Mollsubdominante mit Sixte ajoutée und Quarte statt Quinte, also als {\displaystyle s^{\begin{smallmatrix}6\\4\\3\end{smallmatrix}}} mit hochgestellter 3, 4 und 6. Der Zwitterstatus dieses Akkordes drückt sich auch im Symbol der ineinander verschränkten Buchstaben D und s aus.

## Funktionsharmonische Analyse eines Bach-Chorals
Obwohl Bach die Funktionstheorie nicht bekannt war, lassen sich seine Choräle (in Grenzen) mit ihr beschreiben. Die folgende Analyse erhebt (natürlich) keinen Anspruch auf Vollständigkeit und Richtigkeit. Sie ist ebenso nur eine Interpretation des Chorals, andere sind durchaus denkbar. Gut zu sehen ist, dass die Komposition wegen der vielen kleinen Bewegungen in den einzelnen Stimmen nur sehr kompliziert vertikal, also harmonisch, beschrieben werden kann, was auf eine starke lineare Komponente zurückzuführen ist. Die Funktionstheorie wird dieser Musik eigentlich nicht gerecht, da harmonische Strukturen zu dieser Zeit vom Generalbass her gedacht wurden. Dennoch: Die funktionsharmonische Analyse ist gängige Praxis, auch wenn sie schnell an ihre Grenzen in Bezug auf Übersichtlichkeit und Vollständigkeit stößt.
Klangbeispiel des analysierten Chorals (Midi)ⓘ
Die vorliegende Analyse ist allerdings zwecklos, wenn sie nicht interpretiert wird. Im Grunde ist die Übersetzung in Funktionssymbole lediglich eine verallgemeinernde Betrachtung des komponierten Spezialfalls.
Ein Ansatzpunkt der Interpretation wäre zum Beispiel die Beschreibung der harmonischen Dramaturgie: Der erste Teil (bis zum Wiederholungszeichen) moduliert zur Dominante, was als bekanntes Prinzip der Sonata bzw. später der Sonatenhauptsatzform zu deuten wäre. Nachdem die Tonika zu Beginn des zweiten Teils zunächst gefestigt wurde (die Subdominante hat hier entscheidenden Anteil), entfernt sich der Satz sehr weit von ihr, die beiden verkürzten Zwischendominanten bieten im gleichen Zug eine neue Klangqualität. Nach der längsten Zäsur auf der erreichten Subdominantparallele etabliert sich wieder die Tonika, auffällig ist auch, dass die harmonische Bewegung zum Ende hin ruhiger wird, und das vollständige Fehlen von Zwischendominanten glättet den abschließenden Weg zum Grundklang. Besonders hervorzuheben wäre hier am Ende die zweimalige Schlusswendung T-S-D-T sowie die Betonung (durch starke zeitliche Ausdehnung) der Dominante als vorletzten Klanges.
Ein weiterer, möglicher Betrachtungsgegenstand wäre die Behandlung von Umkehrungen, im Besonderen die Stimmführung des Basses: Septimen werden ausnahmslos mit einem Sekundschritt nach unten fortgeführt, Terzen haben ebenfalls eine schrittige Umgebung usw.

## Einschränkungen
Nicht alle harmonischen Verwandtschaften und Fortschreitungen lassen sich mit Hilfe der Funktionstheorie gut beschreiben. Funktionstheorie ist vorrangig nur dort anwendbar, wo es sich um mindestens in Dreiklangsharmonien konzipierte Musik handelt, der eine zentrale Dur- oder Molltonart zugrunde liegt. Daher ist die Funktionstheorie als Instrument der Analyse in dem Maße ungeeignet, wie die Musik diesen Bedingungen nicht entspricht.
So ist im Besonderen ein Großteil der Kunstmusik des 20. und 21. Jahrhundert sowie die Musik der Renaissance mit Mitteln der Funktionstheorie häufig nicht zufriedenstellend bis nahezu unmöglich zu erfassen: Erstere, da ein Großteil der Kunstmusik der Moderne auf nicht traditionellen Kompositionstechniken wie der Polytonalität und Atonalität beruht; Letztere, da die Musik der Renaissance (die zum Großteil polyphone Vokalmusik ist) viel mehr horizontal als vertikal sowohl gedacht als auch musikalisch umgesetzt wurde. Natürlich bilden sich auch in der Musik der Renaissance Harmonien und Harmoniefolgen, eine Deutung als Funktionen, also Hinführungen zu folgenden Harmonien wird aber als nicht stilgemäß angesehen.
Genauso liefert die Funktionstheorie bei bestimmten harmonischen Verläufen wie etwa Quintfallsequenzen (besonders häufig im Barock) oder Akkorden, die auf nicht diatonischen Skalenstufen fußen (wie besonders häufig in Pop oder Jazz eingesetzt, etwa Tritonussubstitution oder Modal Interchange) keine Erklärungen in Form von Harmoniefolgen. Solche harmonischen Vorgänge lassen sich mit der rein beschreibenden Stufentheorie zurückhaltender analysieren, es werden dabei keine funktionalen Zusammenhänge unterstellt.
Auch die vorbarocke und spätmittelalterliche Musik (Ars nova) funktioniert eher nach melodischen bzw. kontrapunktischen Gesetzmäßigkeiten. Der harmonische Verlauf ergibt sich aus den Regeln des Fortschreitens innerhalb einer Stimme und des Verhältnisses jeweils zweier Stimmen zueinander, nicht durch eine übergeordnete harmonische Struktur. Die daraus entstehende Abfolge von Zusammenklängen ist allerdings der Ursprung unseres sich später entwickelnden Harmonieempfindens.